# Autoridad de Tránsito de Nueva York
New York City Transit Authority, en castellano, la Autoridad de Tránsito de la ciudad de Nueva York, también conocida como MTA New York City Transit, New York City Transit, the Transit Authority o por sus siglas NYCTA, NYCT o TA, es una corporación pública creada para operar el Metro y los autobuses de la ciudad de Nueva York, así como el ferrocarril de Staten Island (conocido como Staten Island Railway, oficialmente, Staten Island Rapid Transit Operating Authority).
Fue creada por el legislativo del Estado de Nueva York, en 1953, para operar y gestionar los servicios de transporte hasta entonces competencia de la Junta de Transportes del Ayuntamiento y, desde 1968, es puesta bajo el control de la, hasta entonces, Metropolitan Commuter Transportation Authority, llamándose ésta desde esa fecha, Metropolitan Transportation Authority (en español, Autoridad Metropolitana del Transporte).
Desde abril de 2007 es presidente de la Autoridad, Howard H. Roberts Jr., a propuesta del Gobernador del Estado, Eliot Spitzer.